# Johann Mordstein
Johann Mordstein (* vor 1910; † vermutlich zwischen 1945 und 1960) war ein Hilfsarbeiter und Kantinenwirt, der 1945 zwei Juden vor der Verfolgung durch die Nationalsozialisten rettete.

## Leben
Johann Mordstein führte in den 1930er und 1940er Jahren zusammen mit seiner Frau Katharina die Betriebskantine der Deutschen Reichsbahn im Bahnhof Garmisch-Partenkirchen und wohnte in der Nähe des Bahnhofs in der Lagerhausstraße 3. Der Bahnhof war zu jener Zeit eine zentrale Stelle für SS-Transporte. Am 25. April 1945 traf ein Zug mit circa 1700 jüdischen KZ-Häftlingen aus dem Konzentrationslagers Dachau ein. Sie sollten nach Österreich verbracht werden, bevor die Alliierten das KZ erreichten. Von einer Hundertschaft der SS bewacht, stand der Zug insgesamt drei Tage im Bahnhof. Obwohl seine Frau wegen der drohenden Gefahr für ihren Mann und sich selbst davon abriet, befreite Mordstein in einer Nacht zwei der Gefangenen und brachte sie im Keller der Reichsbahnkantine unter. Der Güterzug mit den inzwischen sich selbst überlassenen KZ-Insassen geriet während der letzten Kriegstage in der Nähe von Scharnitz in ein Gefecht zwischen Deutschen und Amerikanern, dabei verloren viele der Verschleppten ihr Leben. Die von Mordstein Versteckten waren endgültig frei, als die Amerikaner am 29. April 1945 den Markt Garmisch-Partenkirchen befreiten.
Einer der beiden Geretteten schrieb etliche Jahre später – etwa fünf Jahre nach dem Tod von Johann Mordstein – aus Haifa einen Brief an die Familie seines Retters und bedankte sich mit einem Geschenk: das Schreiben war einer Kiste Jaffa-Orangen beigefügt. Heute erinnert eine Gedenktafel am Bahnhof in Garmisch-Partenkirchen an Mordstein. Johann Mordsteins Schwiegersohn war der Bobfahrer Sylvester Wackerle, seine Enkel sind der Eishockeyspieler Sylvester Wackerle und der Bobsportler Anton Wackerle.